# Couple libre
Un couple libre est une liaison amoureuse dans laquelle les partenaires se mettent d'accord pour être en couple, tout en acceptant que le conjoint ait des relations amoureuses ou sexuelles avec d'autres partenaires en dehors du couple en question. Ceci peut être considéré comme une forme de libertinage ou de situation polyamoureuse. On parle également de relation libre lorsque les partenaires concernés ne sont pas en couple.